# トリックトラックのゲーム
『トリックトラックのゲーム』（蘭: Een spelletje triktrak、英: A Game of Tric-Trac）は、17世紀オランダ絵画黄金時代の女性画家ユディト・レイステルが1631年ごろ、板上に油彩で制作した絵画である。1983年に米国ウースター (マサチューセッツ州) のロバートおよびメアリー・S. クシュマン (Robert and Mary S. Cushman) 夫妻から寄贈されて以来、ウースター美術館に所蔵されている。

## 作品
この絵画は、17世紀オランダの夜の生活および売春と道徳に関する規約を垣間見せてくれる。一般的にトリックトラックと呼ばれたバックギャモン (すごろくの一種のボードゲーム) はレイステルの時代には人気のある気晴らしで、彼女の同時代の多くの画家によって描かれた。これらの絵画にはしばしば女性が登場する一方、ヤーコプ・マータムによる1点の版画を別とすれば、ゲームで女性が積極的な役割を果たしている絵画はまったくない。レイステルの絵画では女性がゲームの対戦者として登場しており、興味深い。レイステルは、本来ならオイルランプをボードの片側に置くところを2人の対戦者の間に置くことで、女性が対戦者となっていることを示している。

## 売春の主題
レミギウス・ホーヘンベルフの『トリックトラックのゲーム』などの同時代のほかの絵画や版画に比べ、レイステルは登場する女性をはっきりと娼婦であるとは示していない。彼女はワイングラス (彼女の職業を象徴したかもしれない) を持っている一方で、服装は控えめで家庭的である。女性の職業を明かすのは、彼女が対戦者に渡す火の付いたタバコである。レイステルの時代、オランダ語の「タバコを吸う」という動詞「pijpen (ペイペン)」は、あからさまな性的含蓄を有していたであろう。類似した概念がヤーコプ・カッツの著作『Spiegel van den Ouwden en Niewen』 中の一章「娼婦とそのずるい手管」に見られ、そこにはタバコの代わりに顧客に熱い石炭の入った火鉢を渡す娼婦が描かれている。しかし、カッツの著作に付随する詩「かくして、私は自分の指を入れたところで危険に陥る。あなたの石炭は、あなたのメイド頭のように (私に) 火傷をさせるか、感染を引き起こす」は娼婦も顧客も非難するものであり、レイステルの絵画もカッツの著作中の石炭も、この詩を通して解釈することができる。シンシア・カルトネホルスト＝フォン・ボーゲンドルフ・ルプラト (Cynthia Kartnehorst-Von Bogendorf Rupprath) のような研究者が主張するところによれば、レイステルの絵画はカッツの述べることを強調したものであり、画面の男性は自身の決定に関わってほしいと頼むかのように鑑賞者を直に見つめているのである。

## 様式
レイステルが出来事をロウソクの火に照らされた夜に設定していることは画面に緊迫感と陰謀の感覚を与えているのに加え、彼女が光と影の描写に習熟し、関心を抱いていることを示している。研究者の中には、レイステルが光の描写に重点を置いていることはユトレヒトのカラヴァッジョ派からの影響を想起させると主張する者もいる。一方で、本作が彼女の夫の画家ヤン・ミーンセ・モレナールの初期の絵画『ランプの光の中でトランプをする人たち』との構図上の類似点を強調する研究者もいる。両作品とも類似した照明と退廃感を有しているが、最も明瞭な類似点は、レイステルの描く男性の対戦者がモレナールの画面前景の人物を左右反転した姿になっているということである。